# Boontjesmolen
De Boontjesmolen of Oude Veenmolen is een voormalige molen langs de Haagse Trekvliet.

## Geschiedenis
De geschiedenis van deze watermolen gaat terug tot de 15e eeuw. De molen stond aan de Haagse Trekvliet en diende om het water uit de Binckhorstpolder weg te malen. Daarnaast bemaalde hij de Schenk. In 1880 is hij in onbruik geraakt. Toen Den Haag omstreeks 1907 de Binckhorst van Voorburg annexeerde werd de molen afgebroken en werd in zijn plaats de -inmiddels ook weer ter ziele- gasfabriek gebouwd.

## Naam
De officiële naam van de molen was Oude Veenmolen. De Nieuwe Veenmolen, thans nog bestaand- is gelegen aan de Haagse IJsclubweg op de grens van de wijken Bezuidenhout en Mariahoeve. De bijnaam van de molen heeft vermoedelijk te maken met een afleiding van de voornaam Bonifaas. Haaks op de molen is ook op oude kaarten de Boontjessloot te vinden. Het lijkt aannemelijk dat dit land in de late middeleeuwen in handen was van iemand met de naam Bonifacius of Boon.
Was de Boontjesmolen tot het begin van de 20e eeuw gelegen in de Voorburgse Binckhorstpolder, ten noorden grensde hij aan het pas ontdekte Rijswijkse gehucht 't Sluijsje. De Boontjesmolen was een van de vele watermolens aan het boezemwater van de Haagse Trekvliet. Aan de overkant van het water komen we in de Noordpolder de molens: Laakmolen of Galgmolen en de Broekslootmolen tegen.